# Société nationale des transports ferroviaires algériens
Die Société Nationale des Transports Ferroviaires algériens (Abkürzung SNTF; arabisch الشركة الوطنية للنقل بالسكك الحديدية, DMG aš-Šarika al-waṭaniyya li-n-naql bi-s-sikak al-ḥadīdiyya), zu deutsch Nationale algerische Eisenbahntransportgesellschaft, ist die staatliche Eisenbahngesellschaft Algeriens. Die SNTF hat das Monopol für den Eisenbahnverkehr in Algerien.

## Geschichte
Die Geschichte der algerischen Eisenbahn beginnt mit der Kolonisation des Landes durch Frankreich.
Die SNTF wurde am 25. März 1976 zusammen mit zwei weiteren Gesellschaften, der Société nationale chargée du renouvellement et de l'extension du réseau (SNERIF) für den Bau und Ausbau der Eisenbahninfrastruktur und die Société d'engineering et de réalisation d'infrastructures ferroviaires (SIF) für Betreuung und Modernisierung der Bahn, durch Aufspaltung der 1963 gegründeten Société nationale des chemins de fer algériens gegründet. Die beiden zusätzlichen Gesellschaften gingen später jedoch in der SNTF auf.
2005 entstand die Agence nationale d’études et de suivi de la réalisation des investissements ferroviaires (ANESRIF, auf Deutsch Nationale Agentur für Entwicklung und Realisierung von Schienenprojekten).

## Streckennetz
Die SNTF verwaltet ein Streckennetz aus zwei Spurweiten, das z. T. elektrifiziert ist:
| Spurweite            | gesamt            | genutzt           | elektrifiziert    |
| -------------------- | ----------------- | ----------------- | ----------------- |
| Normalspur (geplant) | 3227 km (3683 km) | 3150 km (3606 km) | 386,3 km (499 km) |
| 1055 mm              | 1089 km           | 0660 km           | ÷                 |
| Gesamt (geplant)     | 4316 km (4772 km) | 3810 km (4266 km) | 386,3 km (499 km) |

## Material
Die SNTF besitzt:
- 275 Lokomotiven
- 416 Personenwagen
- 10.873 Güterwagen

## Mitgliedschaften
Die SNTF ist in folgenden Organisationen vertreten:
- afrikanische Eisenbahnunion
- arabische Eisenbahnunion
- Internationaler Eisenbahnverband (UIC)
- Maghrebinisches Eisenbahntransportkomitee (CTFM) (Sitz der Organisation ist in Algerien)

## Bildergalerie

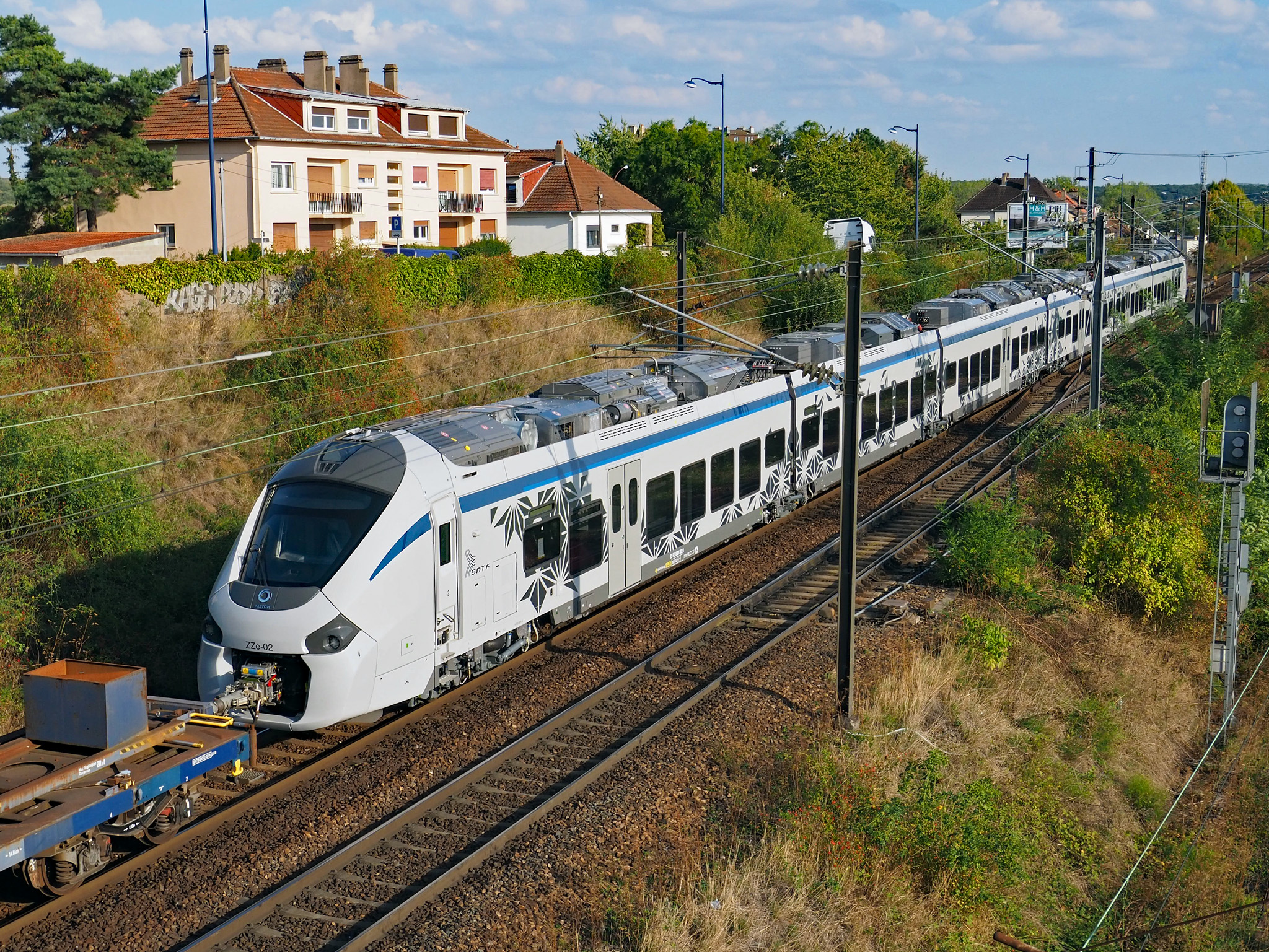
Alstom Coradia der SNTF
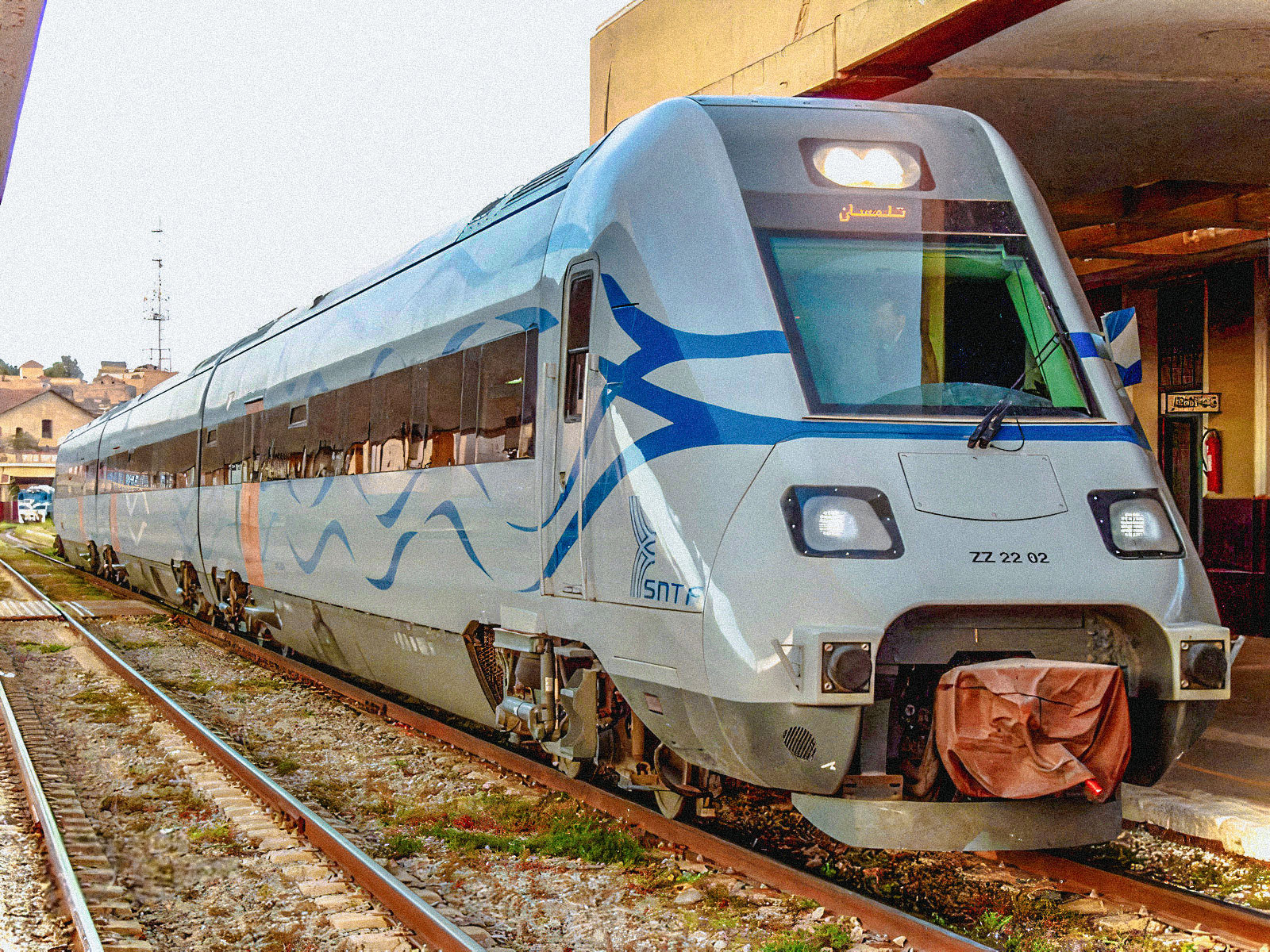
Dieseltriebwagen ZZ 2202 der SNTF im Bahnhof der Stadt Sidi bel Abbès
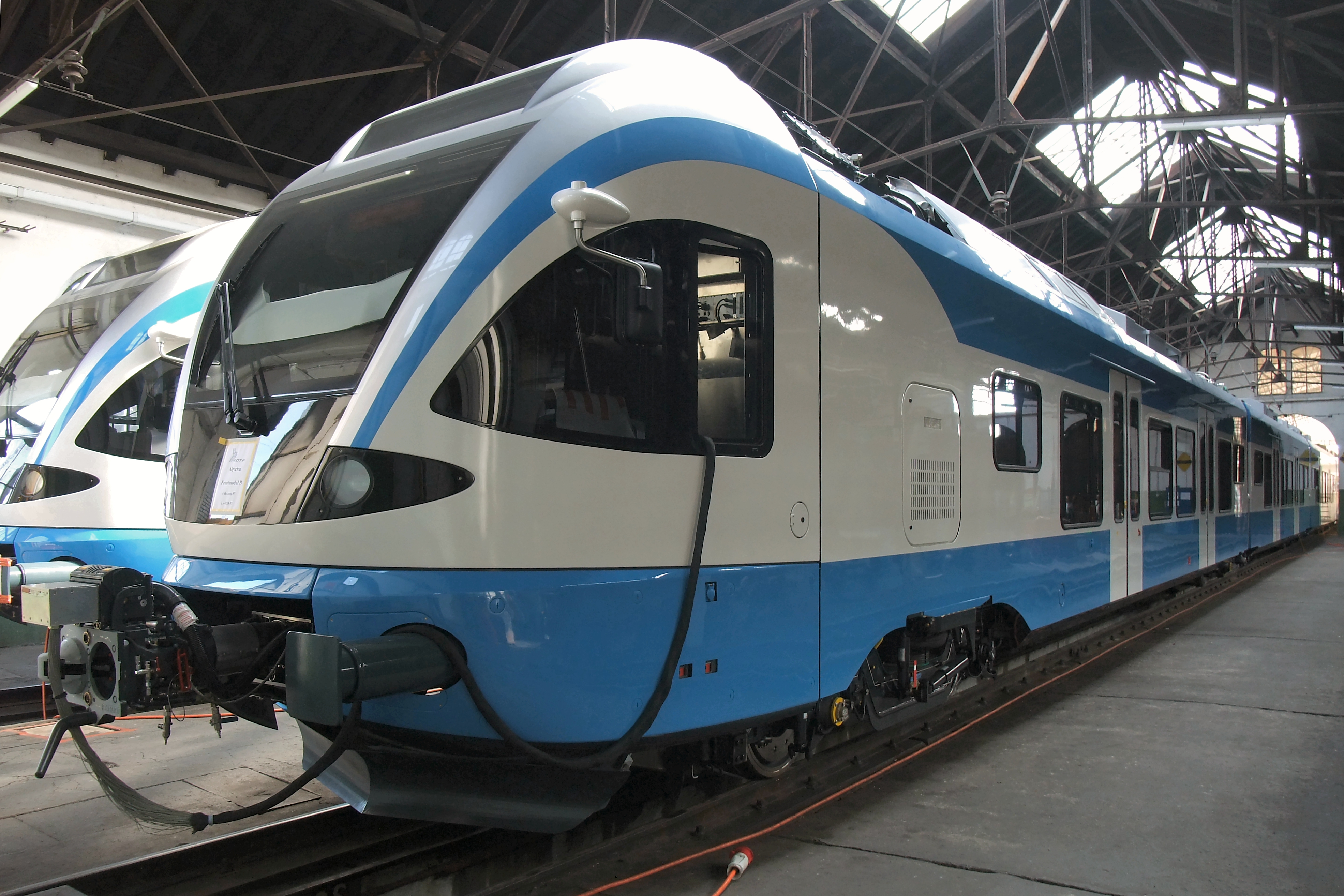
Flirt der SNTF
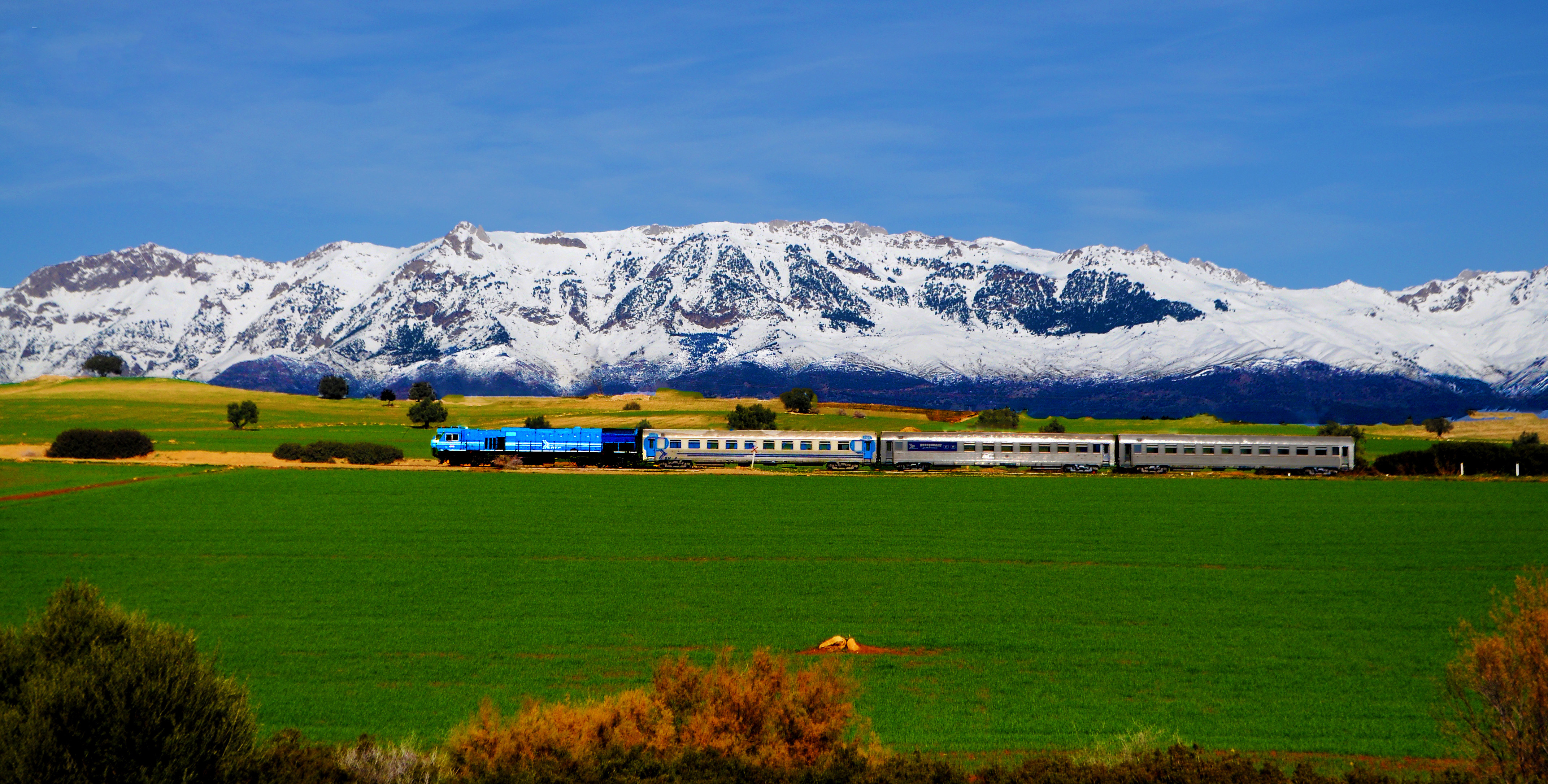
Ein Personenzug der SNTF